# Franz Xaver Zippe

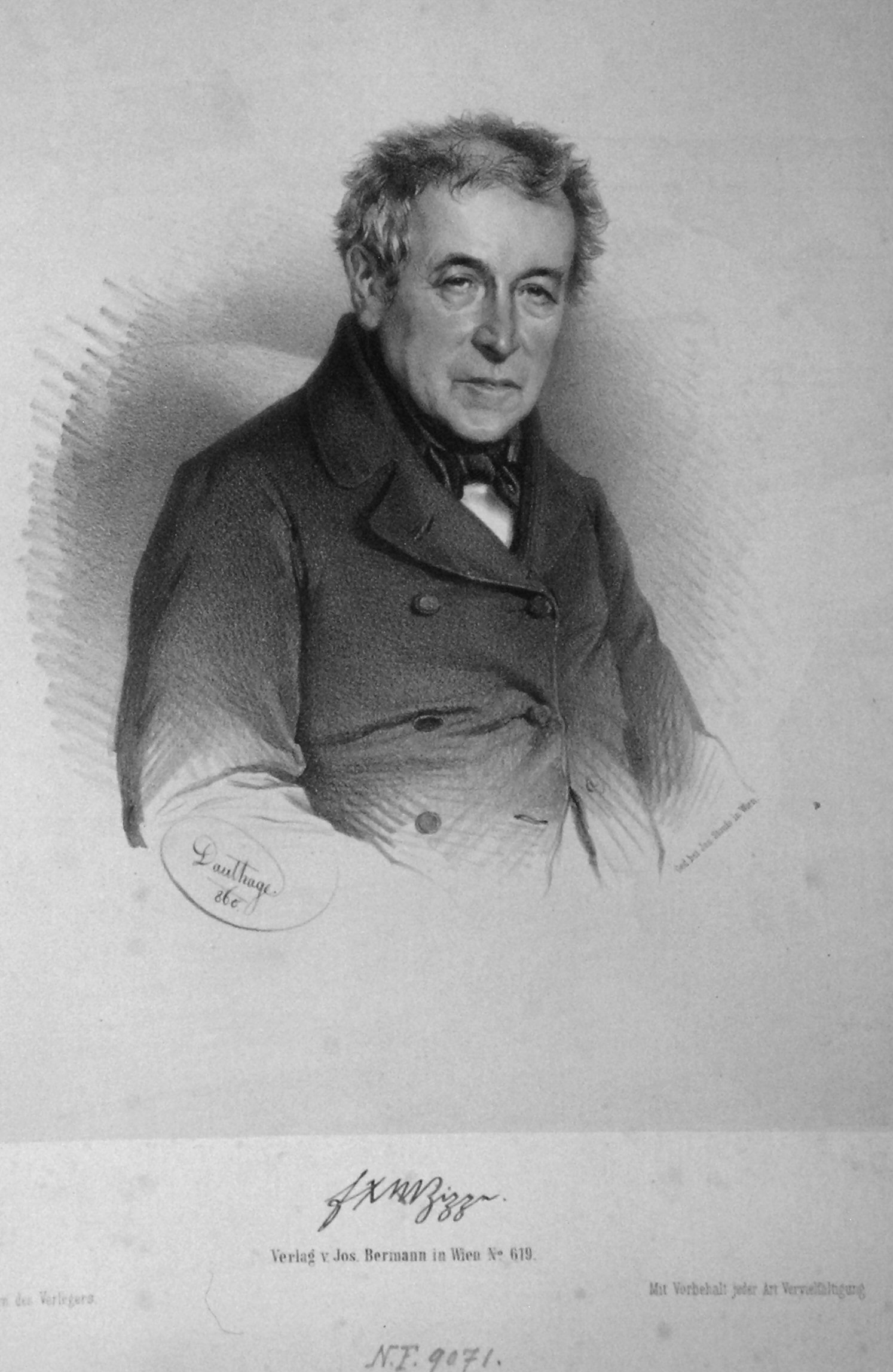
Franz Zippe, Lithographie von Adolf Dauthage, 1860

Franz Xaver Maximilian Zippe (* 15. Januar 1791 in Nieder Falkenau; † 22. Februar 1863 in Wien) war ein böhmischer Naturwissenschaftler und Techniker.

## Leben
Nach dem Besuch der Mittleren Schule in Dresden studierte er von 1807 bis 1809 an der Prager Universität Philosophie. Noch während des Studiums besuchte er Vorlesungen der Chemiker Karl August Neumann und Josef Johann Steinmann (1779–1833), Professor der allgemeinen Chemie, an der polytechnischen Schule in Prag. Besonders zum zweiten Professor baute sich eine engere Beziehung auf. 1819 wurde Zippe sein Adjunkt und seit 1822 dozierte er Mineralogie und Geologie.
Er wurde ein enger Mitarbeiter des Grafen Kaspar Maria von Sternberg, Gründer des Prager Vaterländischen Museum des böhmischen Reiches (Vorgänger des Nationalmuseums Prag). Zippe, der schon während seiner Jugend für seine Sammelleidenschaft bekannt war, war einer der ersten Schenker des Instituts. Seit März 1819 katalogisierte und beschrieb er die Sammlungen und ergänzte diese um selbstgefertigte Kristallmodelle.
Vom 1. November 1824 bis 1842 war er für die mineralogische Abteilung des Museums verantwortlich. Während dieser Zeit unternahm er Reisen in das Riesengebirge, Isergebirge und Altvatergebirge und bereicherte das Museum mit zahlreichen Mineralien. Ab 1833 arbeitete er zusammen mit Johann Gottfried Sommer die 16-bändige Topographie Böhmens aus.
Im Jahre 1847 wurde er zu einem der ersten Mitglieder der Kaiserlichen Akademie der Wissenschaften in Wien. 1846 wurde er korrespondierendes Mitglied der Bayerischen Akademie der Wissenschaften. Vom 31. August 1849 bis zum 1. Oktober 1850 war er als Direktor an dem Montanlehrinstitut in Příbram tätig. Ab dem 1. November 1850 lehrte er an der Universität Wien Mineralogie.

## Würdigung
Zu seinen Ehren wurde das Uranmineral Zippeit (auch Uranblüte) aus St. Joachimsthal nach ihm benannt.

## Schriften (Auswahl)
- Ueber den Einfluß der mineralogischen Wissenschaften auf Künste und Gewerbe, und ihren früheren und gegenwärtigen Zustand in Böhmen. In: Monatschrift der Gesellschaft des vaterländischen Museums in Böhmen. Zweiter Jahrgang, J. G. Calve'sche Buchhandlung, Juli 1828, S. 3–21 (Digitalisat)
- Übersicht der Gebirgsformationen in Böhmen. Aus den Abhandlungen der königl. böhm. Gesellschaft der Wissenschaften. Prag 1831
- Allgemeine Uebersicht der physikalischen und statistischen Verhältnisse des ... Kreises. In: Johann Gottfried Sommer (Hrsg.): Topographie Böhmens; statistisch-topographisch dargestellt. J. G. Calve’sche Buchhandlung (Band 1–9) bzw. Verlag Friedrich Ehrlich (Band 10–16), Prag 1833–1849
- Joseph Steinmann; sein Leben und wissenschaftliches Wirken. Gottliebe Haase Söhne, Prag 1836 (Digitalisat)
- Die Steinkohlen, ihr Werth, ihre Wichtigkeit im Allgemeinen, und ihre Verbreitung in Böhmen. Besonderer Abdruck aus der Encyclopädischen Zeitschrift des Gewerbewesens. Verein zur Ermunterung des Gewerbsgeistes in Böhmen, Prag 1842 (mit Karte der kohlenführenden Gebirgsformationen in Böhmen; Digitalisat)
- Vorkommnisse in der Steinkohlenformation des Rakonitzer Kreises (Versammlung der naturwiss. Section, 30. Dez. 1841). In: Abhandlungen der königlichen böhmischen Gesellschaft der Wissenschaften. 5. Folge, 2. Band, Prag 1843, S. 39–40
- Anleitung zur Gestein- und Bodenkunde, oder das Wichtigste aus der Mineralogie und Geognosie für gebildete Leser aller Stände insbesondere für Landwirthe, Forstmänner und Bautechniker. J. G. Calve'sche Buchhandlung, Prag 1846 (Digitalisat)
- Geschichte der Metalle. Wilhelm Braumüller, Wien 1857 (Digitalisat); Neudruck Wiesbaden 1967
- Přírodopis pro nižší reálné školy. Prag 1862